# Никола Найденов
Никола Димитров Найденов е български политик на Демократическия сговор.

## Биография
Учи право във Франция, а след това става адвокат и съдия в София. В периода 1923 – 1934 е един от ръководителите на Демократическия сговор и председател на двадесет и второто обикновено народно събрание. В периода 1926 – 1928 година е назначен за министър на народното просвещение. През 1928 година е управляващ министерството на железниците, пощите и телеграфите, а от 1930 година отново министър на народното просвещение. Умира на 25 декември 1939 година в град София.